# Donnellsmithia
Donnellsmithia là chi thực vật có hoa trong họ Apiaceae.